# فاواله دی مالوارو
فاواله دی مالوارو (به ایتالیایی: Favale di Malvaro) یک کومونه در ایتالیا است که در استان جنوا واقع شده‌است.

## خصوصیات
فاواله دی مالوارو ۱۶٫۷ کیلومترمربع مساحت و ۵۰۵ نفر جمعیت دارد و ۳۲۰ متر بالاتر از سطح دریا واقع شده‌است.